# 香港土地供應

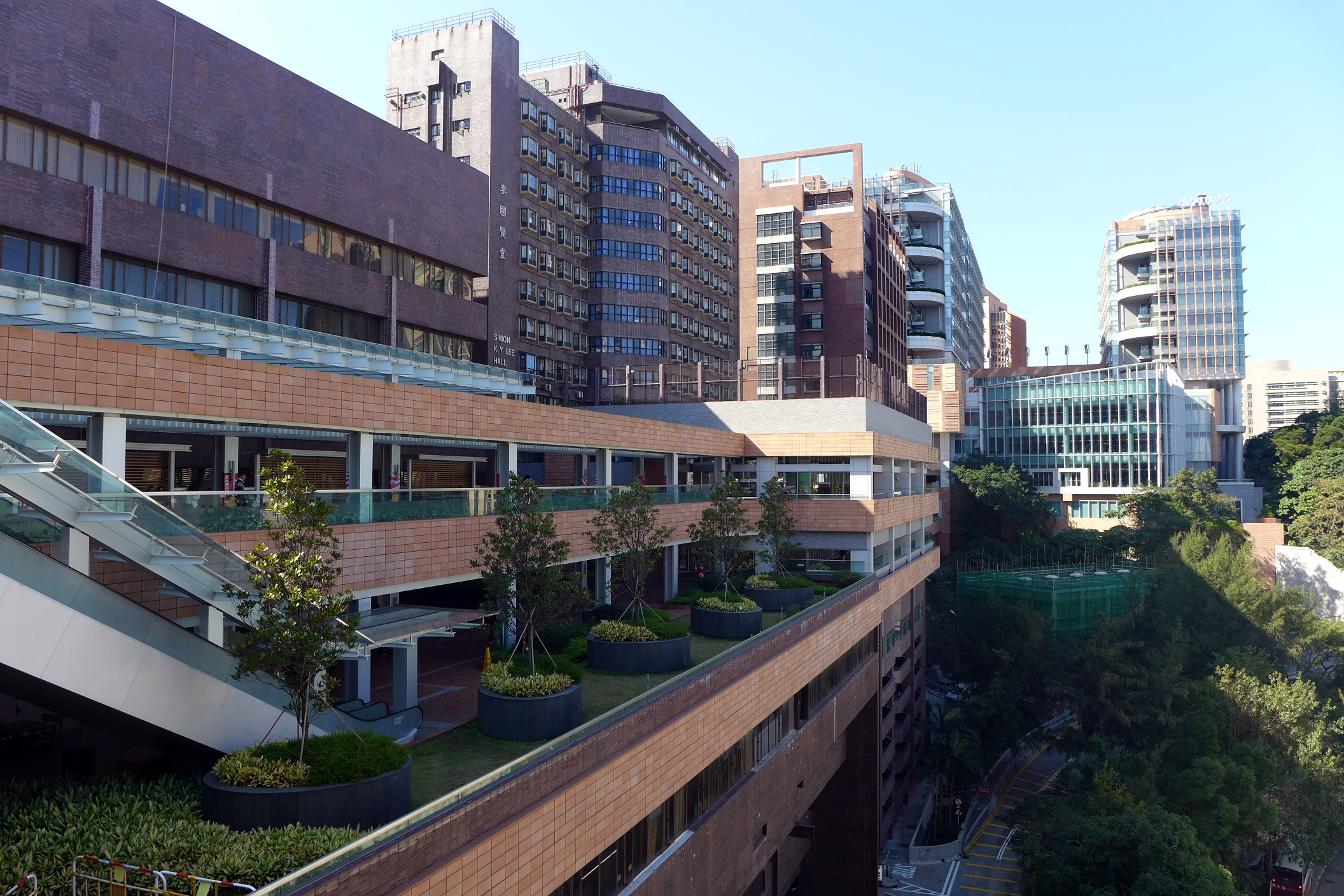
香港大學百周年校園，興建於現搬遷入岩洞的西區海水配水庫所釋出的土地上

香港土地供應的研究及政策推行由多個香港特別行政區政府部門負責，主要由土木工程拓展署拓展土地及由地政總署批准土地用途。香港土地供應方式主要包括釋放工業用地、進行填海工程、透過市區重建計劃、發展岩洞及地下空間、檢討綠化地帶、檢討「政府、機構或社區」用地，以及檢討北區╱元朗主要作為工業用途、臨時倉庫或者已經荒廢的農地等。
因應香港樓價問題，香港土地供應近年來成為香港社會最為關注的社會問題之一。

## 歷史
2011年4月至12月，香港政府總共推出及售賣了22幅住宅用地，可以提供約7,400個住宅單位。為了增加中小型單位的供應及更有效率地確保供應數量，香港政府在3幅用地施加了限呎限制，提供至少2,260個中小型單位，及在另外5幅用地施加限量限制，共提供至少3,790個單位。同年7月，土木工程拓展署就香港土地供應模式展開了可行性研究，當中包括在各個香港行政區劃進行全面性的覓地調查，以期望物色到合適的填海地點，及檢討被認定可以發展岩洞的地點。同年11月，香港就這兩種土地供應模式展開了兩階段的公眾參與，以討論選擇地址的準則，以及將沙田污水處理廠和摩星嶺及堅尼地城配水庫遷往岩洞的建議，以騰出原來土地作為興建房屋及其他用途。
2013年2月27日，財政司司長曾俊華透過《2013年至2014年度香港政府財政預算案》宣佈將會投放45億港元，於未來5年進行就維多利亞港以外適度填海、開闢新發展區及岩洞發展相關研究及設計事務，逐步開展土地開發工程。
2014年3月11日，立法會工務小組委員會通過城市地下空間發展的策略性地區先導研究的撥款申請，涉款約7,000萬港元，預計於2017年完成。
2017年8月29日，行政長官林鄭月娥委任了廿二位社會人士和八位官員，組成了「土地供應專責小組」，探討未來的土地供應。
2018年4月，行政長官林鄭月娥進行又稱土地大辯論的2018年土地供應諮詢。

## 土地儲備

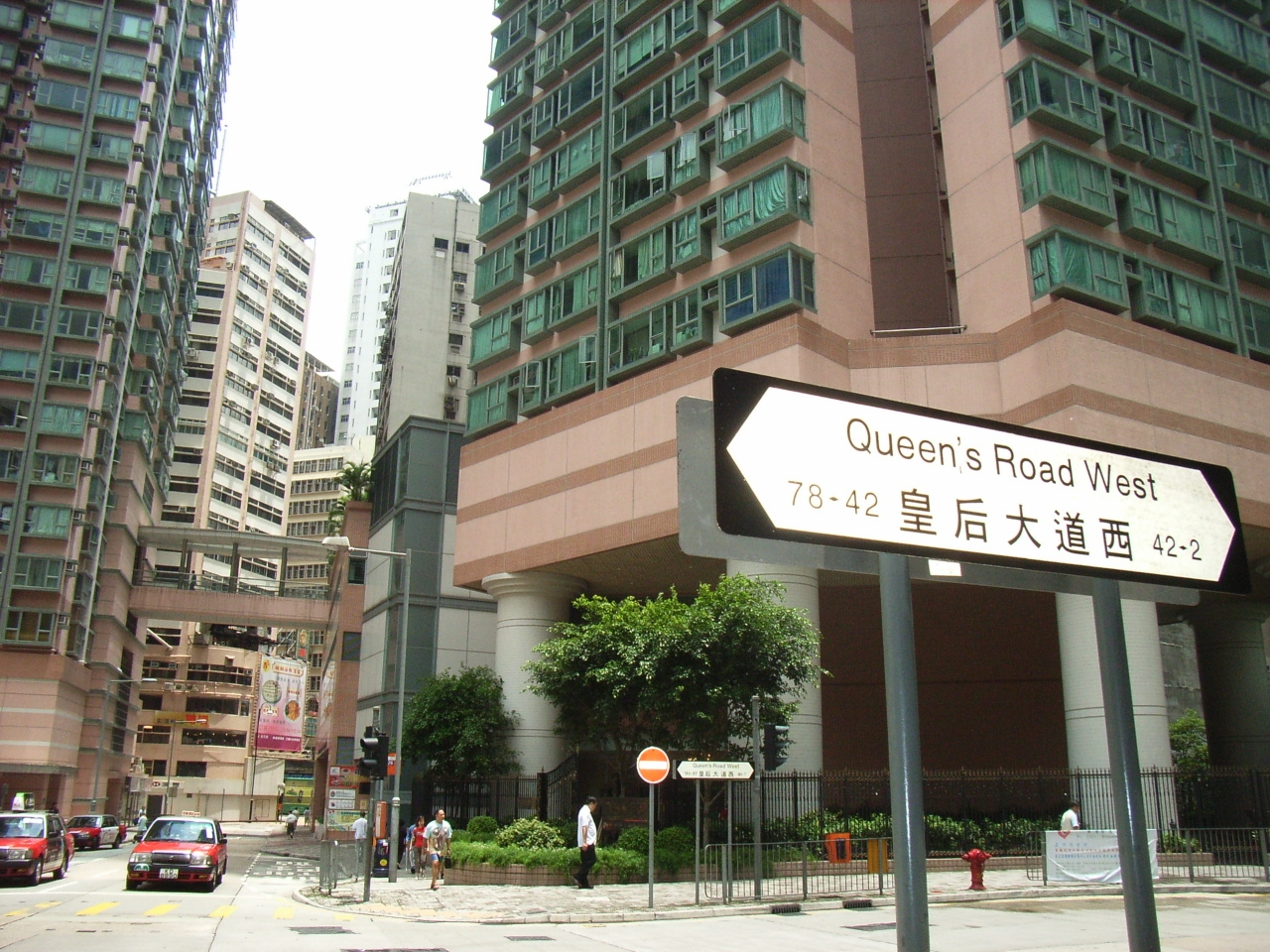
香港島上環皇后街帝后華庭是於市區重建局成立後完成的市區重建項目之一

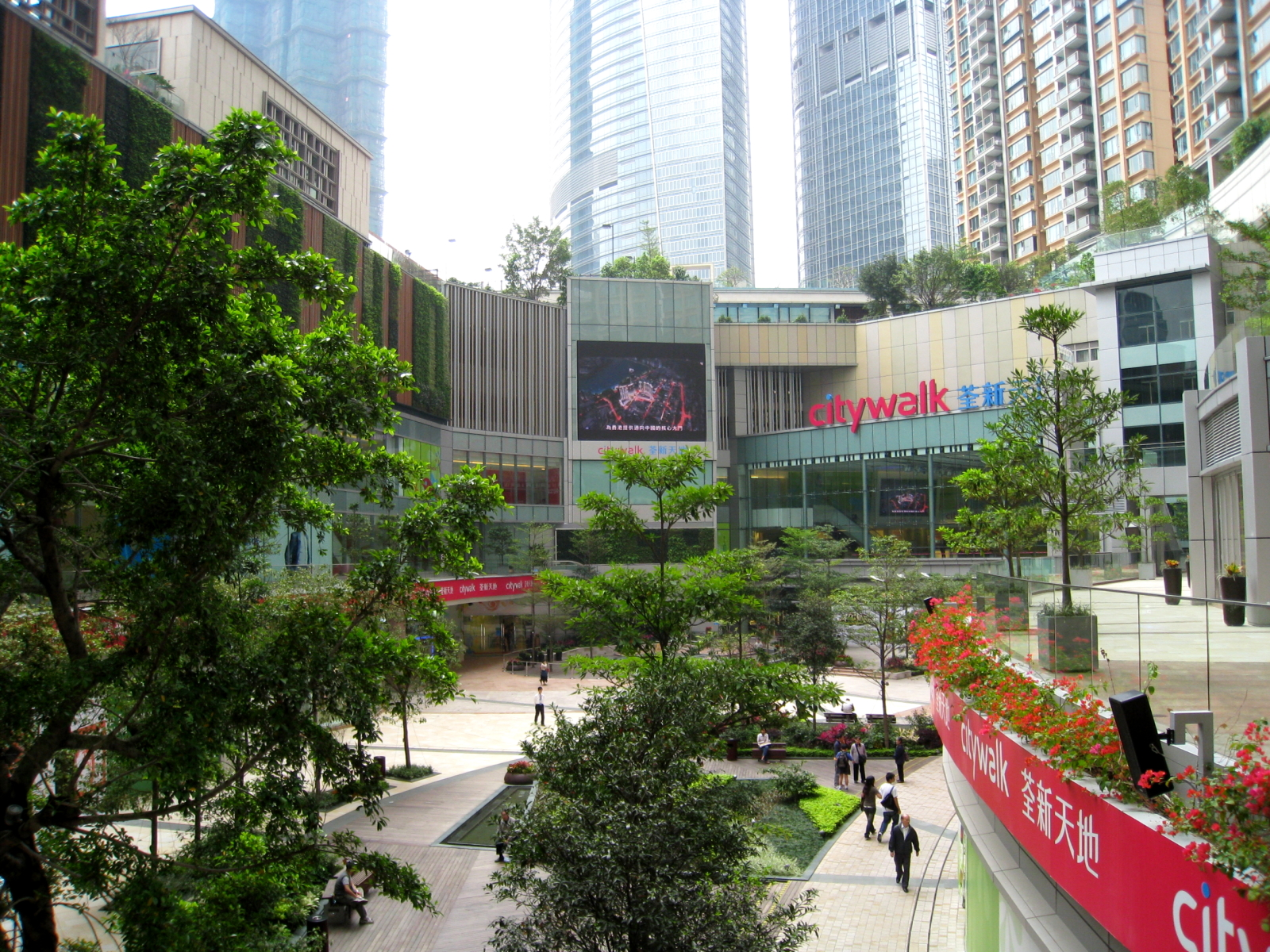
萬景峯是市區重建局歷來市區重建項目中規模最龐大的一個

### 2012年
2012年，香港政府公布，香港共有2,100公頃的空置住宅用地，惟扣除道路和斜坡等不適合用作發展地皮，住宅地只有1,300公頃，其中丁屋用地比例佔了7成，即932.9公頃，再扣除扣除道路╱通道、人造斜坡、簡易臨時撥地及零碎地塊（面積小於0.05公頃的地塊）後，一般住宅地為391.5公頃。2012年10月17日，發展局首度公開香港政府的土地儲備中，未計算已經批准的租用地，住宅用地只有391.5公頃。

#### 香港島
按照土儲地圖顯示，香港島可以供予發展的土地已經所剩無幾，雖然有約40幅空置政府土地，惟可以用來作為高密度發展的土地僅有5幅，其中4幅面積不逾1公頃，只有一幅面積達5.5公頃的高密度發展住宅地，位於在薄扶林置富花園以東的斜坡上，可以用來興建建6,000個住宅單位。

#### 九龍
九龍區中比較多土地儲備為九龍城啟德、茶果嶺、九肚山及藍田廣田邨旁，合共26.6公頃，估計可以用來興建22.700個住宅單位。惟茶果嶺有近4成土地是茶果嶺村，於該處發展有可能會惹來阻礙。香港政府早於2000年代已經為到茶果嶺制定發展計劃，後來因香港經濟環境及房屋需求改變，一直未有落實。至2012年，香港政府有意重新提出發展，該地可以成為未來幾年香港土地供應的主要來源之一。

#### 新界
沙田區則是香港擁有最多土地儲備的地區，其中位於港鐵大圍站的沙田嶺一帶的土地儲備面積高達20公頃，相當於一座維多利亞公園，；其周邊住宅均屬於低密度豪宅，例如湖景花園及翠嶺山莊等等。根據發展局的資料顯示，該處地皮屬於「住宅（乙類）」，適合中等密度發展，若果以地積比3倍及單位面積為600呎計算，該處可以用來興建達11,000個住宅單位。其餘可以發展為住宅用途的沙田區政府用地包括了九肚山的7.3公頃土地，可以用來興建達1,200個住宅單位。

## 政黨及民間組織立場
因應政府各項建議及措拖，政黨及民間組織均持有不同立場。

### 公民黨
- 公民黨於其發表的2018-19年度公民黨施政報告意見書中，要求政府先從從開發棕地及閒置農地著手，引用《收回土地條例》收回發展商囤積約1,000公頃的閒置農地，同時部分農地已被破壞用作棕地作業，政府亦應收回現時1,300公頃的棕地以作發展。公民黨亦要求政府肩為丁屋截龍，停止「私人協作批地」，將現時932.9公頃的閒置官地剔出「鄉村式發展」地帶，收回的私人會所用地(例如：粉嶺高爾夫球場)，以便政府作全面規劃發展。[14]

## 相關部門
- 規劃署
- 建築署
- 屋宇署
- 地政總署
- 土地註冊處
- 房屋局
- 土木工程拓展署

## 外部連結
- 香港的土地供應 （页面存档备份，存于） 一九九七年四月三日 立法局秘書處資料研究及圖書館服務部
- 優化土地供應策略